# Christophe Rinero
Pour les articles homonymes, voir Rinero.

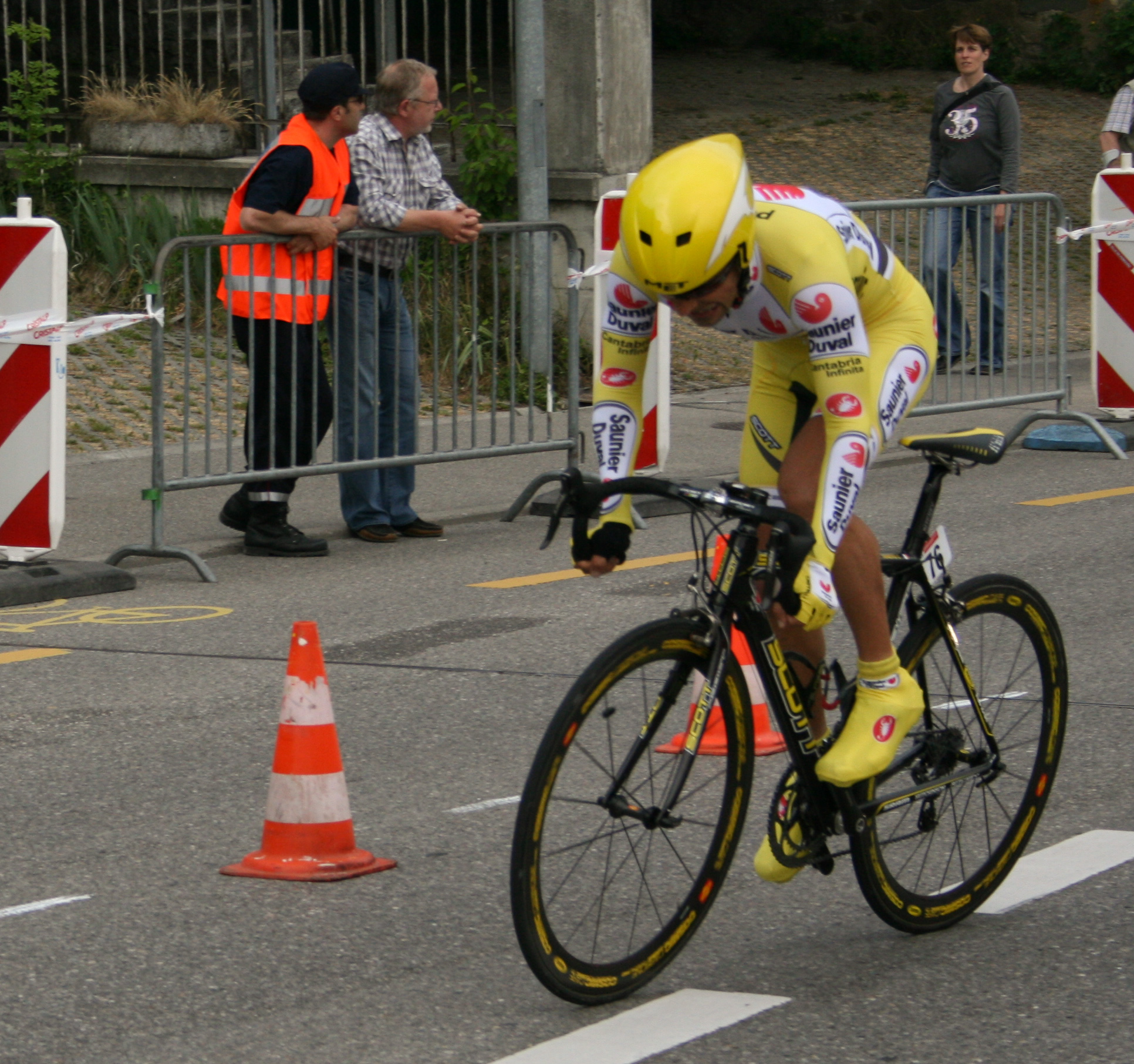
Christophe Rinero lors du Tour de Romandie 2007.

Christophe Rinero, né le 29 décembre 1973 à Moissac, est un coureur cycliste français, professionnel entre 1996 et 2008. Il a notamment terminé quatrième et meilleur grimpeur du Tour de France 1998, marqué par l'Affaire Festina.

## Biographie
Christophe Rinero commence sa carrière professionnelle en 1996 dans l'équipe Force Sud, dissoute au mois de juillet, puis rejoint l'équipe Mutuelle de Seine-et-Marne pour les derniers mois de l'année. Il obtient durant cette saison la 13e place de la Route du Sud et attire l'attention de Cyrille Guimard, directeur de l'équipe Cofidis, qui le recrute.
Rinero court pour Cofidis de 1997 à 2001. Il se révèle au haut niveau au printemps 1998, sur le Grand Prix du Midi libre. Il y remporte une étape à Rodez et termine deuxième du classement général, entre deux coureurs de Festina, Laurent Dufaux et Laurent Brochard. En juillet, il est vainqueur du Grand Prix de la montagne du Tour de France, finissant 4e au classement général (et meilleur Français) et remportant le maillot à pois de meilleur grimpeur, après l'expulsion de Rodolfo Massi pour dopage. Rinero a refusé d'endosser le maillot à Neuchâtel. Surnommé « Tito », le « petit Français » a plu au directeur du Tour, Jean-Marie Leblanc. 
D'après le coureur Philippe Gaumont, les coureurs de Cofidis participant à ce Tour ont été préparés par le docteur Vezzani, médecin de l'équipe, qui leur « envoyait en colis express de l'EPO et des hormones de croissance, emballés dans des packs de glace ». Selon Rinero, « Les mauvaises langues disent que je ne me suis pas fait choper. Ceux qui sont de mon côté disent que j'ai mérité mon maillot ». La même année 1998, Rinero gagne le Tour de l'Avenir.
Après une fin de carrière mitigée, il arrête en 2008, faute d'être parvenu à retrouver une équipe. Il redevient coureur amateur en 2009 en Guadeloupe au sein de l'UFR Matouba Rayon d'Argent à Capesterre-Belle-Eau,  puis à partir de 2010 au sein de l'US Lamentinois - C.R.B.T.P.
Père de deux filles, Christophe Rinero est devenu producteur de fruits à Moissac.

## Palmarès

### Palmarès amateur
- 1992
  - 2e de L’Isle-Jourdain-Montauban
  - 3e de la Ronde du Sidobre
- 1993
  - Ronde de l’Armagnac
  - Grand Prix des Fêtes de Coux-et-Bigaroque
  - Boucles du Tarn
  - Étape du Tour Mondovélo
  - 2e des Boucles de la Cère
  - 3e du championnat de Midi-Pyrénées sur route
- 1994
  -  Médaillé d'argent du championnat du monde militaires sur route
  - 2e du championnat de France militaires sur route
- 1995
  - Classement général du Tour de la Dordogne
  - 2e de la Mi-août bretonne

### Palmarès professionnel
- 1996
  - 1re étape du Tour de l'Ain
  - 3e du Tour de l'Ain
- 1998
  - 2e étape du Grand Prix du Midi libre
  -  Classement de la montagne du Tour de France
  - 1re étape du Tour du Limousin
  - Tour de l'Avenir :
    - Classement général
    - 7e et 9e étapes

  - 2e du Grand Prix du Midi libre
  - 4e du Tour de France
- 2002
  - 2e étape du Tour du Limousin
  - 3e des Boucles de l'Aulne
- 2003
  - 2e de Paris-Corrèze
  - 3e du Tour de la Somme
- 2005
  - 2e du Critérium des Espoirs
  - 3e de Paris-Corrèze

### Résultats sur les grands tours

#### Tour de France
7 participations
- 1997 : 115e
- 1998 : 4e,  vainqueur du classement de la montagne
- 1999 : 79e
- 2001 : abandon (7e étape)
- 2004 : 92e
- 2006 : 41e
- 2007 : 77e

#### Tour d'Espagne
2 participations
- 1997 : abandon (5e étape)
- 1999 : abandon (14e étape)

### Classements mondiaux
| Année           | 2005 | 2006 | 2007 | 2008  |
| --------------- | ---- | ---- | ---- | ----- |
| UCI Europe Tour | 133e |      |      | 1060e |